# Sandy Bruce-Lockhart, Baron Bruce-Lockhart
Alexander John Bruce-Lockhart, Baron Bruce-Lockhart OBE (* 4. Mai 1942 in Wakefield, West Yorkshire; † 14. August 2008 in Maidstone, Kent), bekannt als Sandy Bruce-Lockhart, war ein britischer Politiker (Conservative Party). Als Vorsitzender des Kent County Council und später der Local Government Association (LGA) war er eine einflussreiche Gestalt in der britischen Regionalpolitik. Nach seinem Rücktritt als Vorsitzender der LGA wurde Bruce-Lockhart 2007 Vorsitzender von English Heritage. Seit 2006 saß er als Life Peer im House of Lords.

## Leben und Karriere
Bruce-Lockhart wurde als Kind einer schottischen Familie geboren, die enge Verbindungen zur Kirche und dem diplomatischen Dienst hatte. Sein Vater war stellvertretender Direktor von MI6 in Wakefield in West Yorkshire. Er besuchte die Dragon School in Oxford, die Sedbergh School und das Royal Agricultural College in Cirencester. Großbritannien verließ er, um im damaligen Rhodesien eine große Farm für einen südafrikanischen Besitzer zu betreiben. Nach einem Aufenthalt in Australien kehrte er 1968 nach Kent zurück, wo er einen Bauernhof in Headcorn besaß. Dort wurde er 1989 in den Kent County Concil (Rat der Grafschaft) gewählt, in dem er 1993 zum Vorsitzenden der oppositionellen Konservativen wurde. 1997 wurde Bruce-Lockhart zum Vorsitzenden des Rats gewählt. Von diesem Amt trat er 2005 zurück. Sein Nachfolger wurde Sir Simon Milton, Vorsitzender des Westminster Council. Als Vorsitzender des Kent County Council wurde Bruce-Lockhart zu einer umstrittenen Figur auf der politischen Bühne Großbritanniens, da er eine lokale Version des Clause 28-Paragrafen gegen die „Förderung von Homosexualität“ einführte, nachdem dieser auf nationaler Ebene aufgehoben worden war. In einem Artikel des Guardian vom Oktober 2000 wird Bruce-Lockhart als wahrscheinlich der mächtigste Tory in Britannien („probably the most powerful Tory in Britain“) bezeichnet.
Im Juli 2004, nach zwei Jahren als Vize, wurde er Vorsitzender der Local Government Association, nachdem die Tories dort die Mehrheit bekommen hatten. Im Dezember 2002 wurde er in der Neujahrsehrenliste zum Knight Bachelor ernannt, nachdem ihm zuvor bereits der OBE verliehen worden war. Am 9. Juni 2006 wurde er als Baron Bruce-Lockhart of The Weald in the County of Kent, zum Life Peer erhoben. Am 24. Mai 2007 wurde mitgeteilt, dass er zum Vorsitzenden von English Heritage ernannt wurde.
Bruce-Lockhart war ein leidenschaftlicher Befürworter dezentraler Verwaltung und bemühte sich um mehr Kompetenzen für die Grafschaften und einzelnen Gemeinden. 2006 erklärte er gegenüber Ruth Kelly, damals Secretary of State for Communities and Local Government: „We must give people back power and influence over their lives, their local services, and the future of places where they live.“
Lord Bruce-Lockhart war seit 1966 mit Tess Pressland verheiratet. Sie haben zwei Söhne und eine Tochter. Am 17. Juni 2008 wurde er zum Ehrenbürger der Stadt Canterbury. Nach einem Krebsleiden starb er im August 2008.